# Sommet de l'OTAN de 2024
Le sommet de Washington de 2024 est une réunion des chefs d'État et de gouvernement des trente-deux membres de l'Organisation du traité de l'Atlantique nord (OTAN), de leurs pays partenaires et de l'Union européenne (UE), qui s'est tenu à Washington aux États-Unis, du 9 au 11 juillet 2024. Le sommet commémorera le 75e anniversaire de l'OTAN, fondée le 4 avril 1949 avec la signature du traité de l'Atlantique nord à Washington. Il s'agit du quatrième sommet de l'OTAN à se tenir aux États-Unis après les sommets de Washington de 1978, de Washington de 1999 et de Chicago de 2012. Il s'agit également du premier sommet depuis l'adhésion de la Suède à l'OTAN et du dernier pour Jens Stoltenberg en tant que secrétaire général.

## Avant-plan
Le titre officiel du sommet de Washington de 2024 est « L'Ukraine et la sécurité transatlantique ». Il vise à souligner l'importance accordée à la réponse de l'OTAN aux menaces mondiales croissantes contre la paix et les démocraties, avec une attention particulière à l'invasion actuelle de l'Ukraine par la Russie et l'implication de la Corée du Nord aux côtés de la Russie à travers la fourniture d'armes et le déploiement de troupes sur les lignes de front ukrainiennes,,. Le sommet se concentrera également sur l'augmentation de la production de défense et la réaffirmation de l'engagement des alliés en faveur de la préparation militaire et de la défense de l'ensemble du territoire de l'OTAN,.

## Sommet
Lors du sommet, Les trente-deux États membres de l'OTAN ont approuvé une déclaration officielle qualifiant la Chine de « facilitateur décisif » de l'invasion de l'Ukraine par la Russie en raison de son partenariat économique et politique « sans limites » avec la Russie.

## Participants
- Invité non membre de l'OTAN
- • : Pays hôte

| Pays / Organisation | Représentant         | Fonction                               | Réf.   |
| ------------------- | -------------------- | -------------------------------------- | ------ |
| OTAN                | Jens Stoltenberg     | Secrétaire général                     | [ 8 ]  |
| Albanie             | Edi Rama             | Premier ministre                       |        |
| Allemagne           | Olaf Scholz          | Chancelier fédéral                     |        |
| Australie           | Richard Marles       | Vice-premier ministre                  |        |
| Belgique            | Alexander De Croo    | Premier ministre                       |        |
| Bulgarie            | Rumen Radev          | Président                              | [ 9 ]  |
| Bulgarie            | Dimitar Glavchev     | Premier ministre                       | [ 9 ]  |
| Canada              | Justin Trudeau       | Premier ministre                       | [ 10 ] |
| Corée du Sud        | Yoon Suk Yeol        | Président                              |        |
| Croatie             | Zoran Milanović      | Président                              |        |
| Danemark            | Mette Frederiksen    | Première ministre                      |        |
| Espagne             | Pedro Sánchez        | Président du gouvernement              |        |
| Estonie             | Kaja Kallas          | Première ministre                      |        |
| États-Unis •        | Joe Biden            | Président                              | [ 11 ] |
| États-Unis •        | Antony Blinken       | Secrétaire d'État                      |        |
| Finlande            | Alexander Stubb      | Président                              |        |
| France              | Emmanuel Macron      | Président                              | [ 12 ] |
| Grèce               | Kyriakos Mitsotakis  | Premier ministre                       |        |
| Hongrie             | Viktor Orbán         | Premier ministre                       |        |
| Islande             | Bjarni Benediktsson  | Premier ministre                       |        |
| Italie              | Giorgia Meloni       | Présidente du Conseil des ministres    | [ 13 ] |
| Japon               | Fumio Kishida        | Premier ministre                       | [ 14 ] |
| Lettonie            | Evika Siliņa         | Première ministre                      |        |
| Lituanie            | Gitanas Nausėda      | Président de la République             |        |
| Luxembourg          | Luc Frieden          | Premier ministre                       | [ 15 ] |
| Macédoine du Nord   | Hristijan Mickoski   | Premier ministre                       |        |
| Monténégro          | Jakov Milatović      | Président                              |        |
| Norvège             | Jonas Gahr Støre     | Premier ministre                       |        |
| Nouvelle-Zélande    | Christopher Luxon    | Premier ministre                       |        |
| Pays-Bas            | Dick Schoof          | Premier ministre                       |        |
| Pologne             | Andrzej Duda         | Président                              |        |
| Portugal            | Luís Montenegro      | Premier ministre                       |        |
| Roumanie            | Klaus Iohannis       | Président                              |        |
| Royaume-Uni         | Keir Starmer         | Premier ministre                       | [ 16 ] |
| Slovaquie           | Peter Pellegrini     | Président                              |        |
| Slovénie            | Robert Golob         | Président du gouvernement              |        |
| Suède               | Ulf Kristersson      | Premier ministre                       |        |
| Tchéquie            | Petr Pavel           | Président                              |        |
| Turquie             | Recep Tayyip Erdoğan | Président                              | [ 17 ] |
| Ukraine             | Volodymyr Zelenskyy  | Président                              | [ 18 ] |
| Union européenne    | Charles Michel       | Président du Conseil européen          |        |
| Union européenne    | Ursula von der Leyen | Présidente de la Commission européenne |        |